# NTSC制式

採用NTSC制的地区（綠色）

NTSC制式，又简称为N制，是1952年12月由美国国家电视系统委员会（National Television System Committee，缩写为NTSC）制定的彩色电视广播标准，兩大主要分支是NTSC-J（日本標準）與NTSC-US（又名NTSC-U/C，美國、加拿大標準）。
它属于同时制，每秒60/1.001場，扫描线为525，隔行掃描，水平解析度相當於330，画面比例为4：3。
这种制式的色度信号调制包括了平衡调制和正交调制两种，解决了彩色黑白电视广播兼容问题，但存在相位容易失真、色彩不太稳定的缺点，故有人戲稱NTSC為Never The Same Color或Never Twice the  Same Color（不會重現一樣的色彩）。
美国、加拿大、墨西哥等大部分美洲国家以及台湾、日本、韩国、菲律宾等均采用这种制式。

## 歷史
美国國家電視系統委員会於1940年成立，隸属於美國聯邦通訊委員会（FCC），成立目的是為了解決各公司不同的電視制式的分歧，從而統一全國的電視傳送制式。1941年3月，委員会就無線電製造協会於1936年建議，發佈了關於黑白電視機技術標準。該標準較当時的標準能提升更高的圖像畫質。NTSC制式使用525条掃描線，較RCA公司使用的441線為高（当時此標準已經在NBC網路使用）。另一方面，飛歌公司、DuMont公司有意將掃描線提升至605到800線之間。NTSC標準同時建議了幀幅為每秒30幀，每幀由兩場交錯掃描線組成，每場由262.5条線組成，每秒組成60場。委員会在最後建議中使用4:3畫面比例，和使用FM調製伴音（在当時是嶄新技術）。
1950年1月，委員会職責改為為彩色電視制定標準化的標準。在1953年12月，該嶄新的電視制式名稱直接使用該組織簡寫，就是今天所稱的NTSC制式（後来又定義為RS-170A）。該彩色電視標準保留了與黑白電視機的兼容性。彩色信号加載在原黑白信号中的副載波中4.5X455/572 MHz（大約等於3.58 MHz）。為了消除由彩色信号及伴音信号所產生的圖像干擾，每秒幀幅由30幀稍微下調至29.97幀，同時線頻由15750Hz稍微下降至15734.264 Hz。
在彩色電視標準還沒有統一時，当時美國本土的電視台，電器公司都有各自各的標準。其中一種制式為哥倫比亞廣播公司使用的制式。這標準不能與黑白電視相容，它使用彩色旋轉輪，因為技術所限，掃描線由官方標準525線下降至405線，但場頻則由每秒60幀大幅提升至每秒144幀（恰巧為24幀等效倍數值）。1951年，由於韓戰，美國國防動員辦公室（ODM）限制廣播，間接使各自的自家制式相繼放棄，而RCA公司歸功於法律訴訟成功，可以繼續使用自家制式廣播直至1951年6月。而哥倫比亞廣播公司自家制式亦在1953年3月廢止，同年12月17日由聯邦通訊管理委員會的NTSC制式取代。世界上第一套使用NTSC彩色系統廣播的電視節目為一齣美國國家廣播公司的電視劇Kukla, Franand Ollie，於1953年8月30日播映，但僅限於該電視台總部大樓內收看。而真正的第一套全國大氣廣播的NTSC制式節目，為1954年元旦播映的Tournament of Roses Parade，能在当時的實驗性試產電視上收看。
世界上第一台NTSC制式彩色電視攝影機，為RCA公司於1953試產的TK-40型号，其改良版TK-40A亦在1954年3月推出，是当時第一台商用彩色電視攝影機。同年下半年，改良型TK-41推出，成為廣播業界標準攝影機，直至六十年代仍有電視台使用。
NTSC彩色電視標準後來被其他國家採用，包括眾多美洲國家以及日本。在數位電視廣播大行其道的今天，傳統NTSC廣播制式將會逐漸淡出歷史。自2009年開始，美國電視已經完全實施數位化，再也沒有電視節目使用NTSC制式播出。

## 使用NTSC制式的國家和地區

### 歷史上
- 美国：NTSC播放已經在2009年6月12日終止，改採用ATSC播放，但小功率電視轉播則繼續傳送至2015年[1]。
- 日本：NTSC播放已經於2011年7月24日終止，改以ISDB同步播放。東北地區的岩手、宮城、福島三縣，因311大地震災後復原之故，延後至2012年3月31日中午起全面停播NTSC[2]。
- 加拿大：NTSC播放已經於2011年8月終止，改以ATSC同步播放[3]。
- 臺灣：NTSC播放已經於2012年5月7日至6月30日，分四區陸續終止，改以DVB-T播放。
- ：NTSC播放已經於2012年12月31日終止，改以ATSC制式播放。

### 北美
- 墨西哥：NTSC播放将于2021年12月31日終止，届时将改以ATSC同步播放[4]

### 中美洲和加勒比地區
| - 安地卡及巴布達 - 阿鲁巴 - 巴哈马 - 百慕大 - 英屬維爾京群島 | - 开曼群岛 - 古巴 - 多米尼克 - 薩爾瓦多 | - 海地 - 牙买加 - 尼加拉瓜 - 格瑞那達 | - 巴拿马 - 波多黎各 - 圣基茨和尼维斯 - 圣卢西亚 - 千里達及托巴哥 - 美屬維爾京群島 |

### 南美洲
| - 玻利维亚 - 智利 - 哥伦比亚 | - 巴拉圭（2006年之前使用PAL制式） | - 秘魯 - 苏里南 - 委內瑞拉 |

### 亞洲
| - 菲律賓 - 緬甸 - 香港：原本所有衛星廣播都用NTSC制式，後於1990年代後期全面改用PAL制式，但仍有少數電視台例外。 - 澳門：2013年以前有部分公共天線公司提供的衛星電視頻道轉制的模擬信號為NTSC制式，後於2013年8月8日起所有公共天線公司統一使用由澳門有線電視提供的模擬電視信號，全部頻道均為PAL制式。 - ：宣傳站用NTSC制式，國內廣播使用PAL制式。 - 柬埔寨 - 越南 - 泰國 | 歷史上 - 現在變換到PAL的國家： - 柬埔寨 - 越南 - 泰國 |

### 太平洋

#### 美國領土
| - 美属萨摩亚 - 關島 - 中途島（美國軍事基地） |

#### 其他太平洋島嶼國家
| - 马绍尔群岛（在美國的援助資金下通過NTSC制式） - 密克羅尼西亞聯邦 - 帛琉 - 美属萨摩亚（在美國的援助資金下通過NTSC制式） - （在美國的援助資金下通過NTSC制式） - 斐济（1989年以前使用PAL制式，斐濟自1990年以來改用NTSC制式） |

### 印度洋
- 迪亞哥加西亞島

### 中東
- 南葉門（合併後現在使用PAL制式）

### 歐洲
- 英国（原本是NTSC制式，在1950年代和1960年代改為PAL制式）